# 伯特蘭山麓冰川
伯特蘭山麓冰川（英語：Bertrand Ice Piedmont）是南極洲的冰川，位於葛拉漢地的法利埃海岸，處於瑞米爾灣和米科爾森灣之間，長約20公里、寬6至9公里，東南面是帕維嶺，在1936年由英國探險隊測量。
68°30′S 67°00′W / 68.500°S 67.000°W